# 凹指招潮蟹
凹指招潮（学名：Uca vocans）为沙蟹科招潮属的动物。分布于日本、斐济群岛、帕劳群岛、台湾岛、海南岛、马来亚以及中国大陆的广西、广东、福建等地，生活环境为海水，多见穴居于港湾中的沼泽泥滩上。

## 亚种
- 指名凹指招潮（学名：Uca vocans vocans），Linnaeus于1758年命名。分布于日本、斐济群岛、帕劳群岛、马来亚、台湾岛以及中国大陆的海南岛、福建等地，生活环境为海水，常见于穴居于河口泥滩上的洞穴中。[1]
- 北方凹指招潮（学名：Uca vocans borealis），又稱北方呼喚招潮蟹、黃螯招潮蟹，Crane于1975年命名。分布于台湾岛以及中国大陆的广西、广东、海南岛、福建等地，生活环境为海水，一般栖息于泥沙至沙泥的近低潮线处以及近河口处的开阔泥滩。[2][3]